# 올리니아속
올리니아속(Olinia)은 도금양목 페나에아과에 속하는 속씨식물 속의 하나이다. 약 10종의 작은 나무와 관목으로 이루어져 있다. 올리니아속은 아프리카가 원산지이며, 서아프리카에서 남아프리카까지 분포한다.

## 하위 종
포함하고 있는 종은 10종이다.
- Olinia abyssinica
- Olinia accuminata
- Olinia capensis
- Olinia cymosa
- Olinia emarginata
- Olinia radiata
- Olinia rochetiana
- Olinia vanguerioides
- Olinia ventosa